# Parque Nacional de Litchfield
O Parque Nacional de Litchfield, cobrindo aproximadamente 1500 km2, fica próximo ao município de Batchelor, 100 km a sudoeste de Darwin, no Território do Norte da Austrália. A cada ano, o parque atrai mais de 260.000 visitantes.